# 鄭清来
鄭 清来（チョン・チョンネ、チョン・チョンレ、ハングル表記：정청래、1965年5月18日〈陰暦4月18日〉 - ）は、大韓民国の運動圏出身の政治家、時事評論家。忠清南道錦山郡出身。ソウル麻浦区乙選挙区選出の第17・19・21・22代韓国国会議員。2022年8月から2024年8月まで共に民主党の最高委員を務めた。2025年8月から第8代共に民主党代表を務める。

## 経歴
大田の普文高校を経て建国大学校工科大学産業工学科卒業。高麗大学校教育大学院社会教育経営科最高位課程修了、西江大学校公共政策大学院北朝鮮統一政策学科で政治学修士号を取得。大学4年在学中の1989年10月13日朝、他5名と共に「盧泰愚大統領の米国訪問反対」「米国農畜産物の輸入開放反対」などを掲げて、ソウル地域総学生会連合の一員として駐韓アメリカ大使館を約50分間占拠し、私製爆弾を投げ込んだ疑いにより集会示威法・保安法違反で懲役4年、放火銃砲刀剣火薬類特別法違反で懲役2年を宣告された。1990年以降はソウル特別市麻浦区で学習塾を経営し、その後政界に進出した。2004年ウリ党の候補として第17代国会議員に当選、2008年まで国会議員を務め、その間2005年にウリ党の電子政党委員会の委員長に就任、2006年2月にはeスポーツとゲーム産業発展のための国会議員の会会長および第17代国会南北鉄道協力事業支援のための国会議員の会幹事、第17代国会放送通信特別委員会委員、第17代国会文化観光委員会幹事、第17代国会文化観光委員会法案審査小委員会委員長に就任した。2007年には李在明らと共に鄭東泳への支持を表明し、支持団体の設立を主導した。
2012年、民主統合党の候補として第19代国会議員に当選、2016年まで国会議員を務め、その間第19代国会外交通商統一委員会委員、第19代国会情報委員会幹事、第19代国会予算決算特別委員会委員、第19代国会憲法裁判所裁判官選出に係る人事聴聞特別委員会委員、第19代国会韓米議員外交協議会会員、第19代国会韓イラン議員親善協会理事、第19代国会韓オランダ議員親善協会副会長、第19代国会放送公正性特別委員会委員、第19代国会国家情報院コメント疑惑事件等の真相究明国政調査特別委員会幹事、第19代国会予算決算特別委員会委員、第19代国会安全行政委員会幹事、第19代国会セウォル号事件調査および補償に係る早速立法タスクフォース委員に就任した。
2016年の第20代総選挙では妄言などの論争により、共に民主党の公認をもらえず、カットオフに遭った。その後、鄭は党の決定を尊重し、離党せずに様々な場面で党に協力すると宣言し、自分の選挙区である麻浦区乙選挙区に党広報委員長の孫恵園を推薦し当選させたほか、時事評論家として放送やポットキャストなどに出演して存在感をアピールした。また、鄭の小選挙区での支持基盤が厚く、住民密着型政治と公的議政活動を並行してきて、2020年の第21代総選挙では共に民主党の候補として返り咲きを果たした。
2024年の第22代総選挙でも当選し、第22代国会法制司法委員長を務めた。
2025年8月2日、李在明大統領の大統領選出馬に伴い、李の後任の共に民主党代表に選出された。

## 人物
本貫は河東鄭氏。10人きょうだいの末っ子であり、長兄と次兄とは15歳の差があるが、麻疹により5人のきょうだいを失った。
麻浦区の上岩洞教会に通うキリスト教徒であり、その教会の勧士（説教者）である。
新政治民主連合の最高委員を務めた時、2012年の正月に当時の李明博大統領を「明博薄命」の四字熟語で表現することや、2015年2月に文在寅新任代表による李承晩・朴正煕両大統領の墓所参拝を「ユダヤ人がヒトラーの墓所を参拝する」に例えるなどの過激な発言は党内外からの批判を多く受けたため、東亜日報は鄭を「妄言の達人」を評した。
2017年9月、「某前職国会議員の中学生の息子が2015年と2016年に同じ学校の女子中学生にセクハラをした事件」の報道について、自身の息子だと認めて謝罪した。
2021年10月5日、文化財庁に対する国政監査で、海印寺や内蔵寺のチケット売り場が寺本体から離れ過ぎることについて、仏教寺院の文化財観覧料を「通行税」に例えた上、仏教界を金先達（鳳伊金先達、朝鮮時代の有名な詐欺師）に例えた発言は曹渓宗をはじめとする仏教界から大きな怒りを買った。